# Täsch
Täsch är en ort och kommun i distriktet Visp i kantonen Valais, Schweiz. Kommunen har 1 366 invånare (2023).
Täsch är sista orten innan Zermatt (5 km). Vägen mellan Täsch och Zermatt är endast öppen för yrkestrafik och annan behörig trafik. Besökare till Zermatt måste parkera bilen i Täsch, ett stort parkeringshus finns, och ta tåg eller taxi mellan Täsch och Zermatt.